# NGC 6846
NGC 6846 (другое обозначение — OCL 139) — рассеянное скопление в созвездии Лебедь.
Этот объект входит в число перечисленных в оригинальной редакции «Нового общего каталога».